# Tasmanian International 2003
Il Tasmanian International 2003 è stato un torneo di tennis giocato sul cemento. È stata la 10ª edizione del Tasmanian International, che fa parte della categoria Tier V nell'ambito del WTA Tour 2003. Si è giocato al Hobart International Tennis Centre di Hobart in Australia dal 6 al 12 gennaio 2003.

## Campionesse

### Singolare
Alicia Molik ha battuto in finale  Amy Frazier con il punteggio di 6–2, 4–6, 6–4

### Doppio
Cara Black /  Elena Lichovceva hanno battuto in finale  Barbara Schett /  Patricia Wartusch con il punteggio di 7–5, 7–6(1)